# Aleja Niepodległości w Sopocie
Aleja Niepodległości – aleja w Sopocie, najdłuższa ulica miasta (4368 m). Przebiega niemal południkowo przez całe miasto. Jest częścią drogi wojewódzkiej nr 468.

## Przebieg
Aleja rozpoczyna się na granicy Gdańska i Sopotu. Kończy się na granicy Gdyni i Sopotu, którą jest potok Swelina. Jest to jedyna ulica w tym mieście wyposażona w trolejbusową sieć trakcyjną.
Numeracja budynków przy tej ulicy jest kontynuacją numeracji gdańskich ulic alei Zwycięstwa i alei Grunwaldzkiej, a pochodzi z lat trzydziestych XX w.

## Ludność
Aleja Niepodległości ma najwięcej mieszkańców w Sopocie. W czwartym kwartale 2016 r. liczba osób zameldowanych wynosiła 3545.

## Historia
Pod koniec XIX w. przy al. Niepodległości znajdowała się pętla tramwaju konnego kursującego do Wielkiej Gwiazdy. Była to jedyna linia tramwajowa przebiegająca w całości na terytorium Sopotu. W latach 1946–1961 wzdłuż al. Niepodległości, pomiędzy ul. Reja i granicą miasta, przebiegało torowisko tramwajowe, którym kursowała linia nr 7 do Gdańska. (zobacz też tramwaje w Sopocie).
Przed wojną część ulicy na południe od skrzyżowania z dzisiejszą ulicą Bohaterów Monte Cassino (dawnej: Morską, Seestrasse) nosiła miano ulicy Gdańskiej (Danzigerstrasse), zaś jej druga część nazywana była ulicą Bałtycką (Balticstrasse). W okresie narodowosocjalistycznym obydwie połączono w Adolf-Hitler-Strasse. Po drugiej wojnie światowej ulica nosiła imię Generalissimusa Stalina, potem 20. października.
W 2021 roku zmodernizowano północny odcinek alei w rejonie skrzyżowań z ulicami Armii Krajowej, Malczewskiego i Wejherowską.